# Gandelu
Gandelu je francouzská obec v departementu Aisne v regionu Hauts-de-France. V roce 2011 zde žilo 679 obyvatel.

## Sousední obce
Brumetz, Coulombs-en-Valois (Seine-et-Marne), Dhuisy (Seine-et-Marne), Germigny-sous-Coulombs (Seine-et-Marne), Chézy-en-Orxois, Marigny-en-Orxois, Saint-Gengoulph, Veuilly-la-Poterie,

## Vývoj počtu obyvatel
Počet obyvatel 